# بیت عامر (یمن)
 بیت عامر  دهستان کوچکی از توابع استان عَمران در کشور یمن و در شبه جزیره عربستان واقع می‌باشد. روستایی است در ناحیهٔ بلاد (عیال سریع) واقع در شمال عمران، وبلدة (عنس)، چنانکه مؤرخ مشهور یمنی (الأکوع) می‌گوید: تاریخ بنای این روستا به قرن یازده هم هجری قمری بر می‌گردد. این روستا درپایهٔ کوه (جبل بنی عامر) واقع شده‌است، و در شمال وادی (الوشل) قرار دارد.

## جمعیت
جمعیت این دهستان در حدود ۷۵۶ نفر می‌باشد. ساکنان این دهستان از اهل سنت از شاخه شافعی هستند.

## منبع
- المقحفی، ابراهیم، احمد، (مُعجَم المُدُن وَالقَبائِل الیَمَنِیَة) ، منشورات دار الحکمة، صنعاء، چاپ پنجم، وانتشار سال ۱۹۸۵ میلادی به (عربی).